# A. Sumru Özsoy
A. Sumru Özsoy é uma destacada linguista e académica turca que trabalha na Universidade de Bósforo, Estambul.

## Educação
Özsoy licenciou-se em Literatura comparativa no Robert College em 1971. Obteve o mestrado em linguística na Universidade de Bósforo em 1975 e um doutoramento em linguística da Universidade de Michigan em 1983. O título de sua tese de doctoramento foi "Kendi-reflexivização em turco: Uma análise sintáctica, semântica e de discurso".

## Carreira
Özsoy começou sua carreira como uma instrutora de inglês em 1972. Foi adjunta na Universidade de Michigan de 1977 a 1983. Juntou-se depois à Universidade de Bósforo em 1983 e converteu-se em professora de linguística no Departamento de Literaturas e Línguas Ocidentais em 1994.
Representa a comunidade turca de linguística no Comité Permanente Internacional de Linguistas (CPIL).

## Trabalhos
As áreas de estudo de Özsoy são a sintaxe, a estrutura do turco, as línguas do Cáucaso, a linguística cognitiva, as línguas de sinais e a língua de sinaiss turca. É uma das linguistas que estudaram o agora extinto idioma Ubijé centrando-se em sua sintaxe. Estudou com Tevfik Esenç, o último falante fluído de Ubijé, quando ele já estava ao final de sua vida. Organizou uma conferência internacional, concretamente a Conferência sobre Linguística Caucásica Noroccidental, na Universidade de Bósforo em 1994, em memória de Georges Dumézil, quem analisou a língua em detalhe, e Esenç.
É autora de vários livros,  incluindo Türkçe-Turkish (1999) e Türkçe'nin Yapısı. Sesbilim (2004; Estrutura do Turco. Fonología). Também tem publicado numerosos artigos em suas áreas de estudo.
Foi a co-editora de Dilbilim Araştırmaları de 1990 a 2011 e tem estado entre os editores de Turkic Languages desde 1997, o qual é publicado pela casa editorial Harrassowitz.